# Chulitna River (Lake Clark)
Der Chulitna River ist ein etwa 140 Kilometer langer Zufluss des Lake Clark im Südwesten des US-Bundesstaats Alaska.

## Verlauf
Der Chulitna River entspringt 60 Kilometer westlich des Lake Clark auf einer Höhe von 270 m. Er fließt mit zahlreichen Mäandern in überwiegend östlicher Richtung. Dabei durchfließt er den Nikabuna-See. Unterhalb der Einmündung des Abflusses des Long Lakes trifft der Koksetna River von links auf den Fluss. Dieser mündet schließlich in die Turner Bay am Nordwestufer des Lake Clark.
Der Chulitna River entwässert ein Areal von 3000 km². Der mittlere Abfluss zehn Kilometer oberhalb der Mündung beträgt 54 m³/s. 